# Lúcio Flávio
Lúcio Flávio dos Santos (Curitiba, 2 marzo 1979) è un allenatore di calcio ed ex calciatore brasiliano, di ruolo centrocampista.

## Caratteristiche tecniche
Gioca come centrocampista offensivo. Lúcio Flávio è anche un buon tiratore di calci piazzati: la maggior parte dei suoi gol vengono da situazioni a palla ferma; le sue punizioni sono battute prevalentemente con precisione e con poca potenza.

## Carriera

### Club
Cresciuto nel settore giovanile del Paraná Clube nella seconda metà degli anni 1990, ebbe un rapido passaggio all'Internacional, ma tornò presto al club Tricolor. Giocando con elementi come Vital, Ageu, Márcio e Maurício, Lúcio Flávio era uno dei migliori giocatori del club. Giocò anche nella Nazionale di calcio del Brasile Under-20 a fianco di giocatori come Ronaldinho.

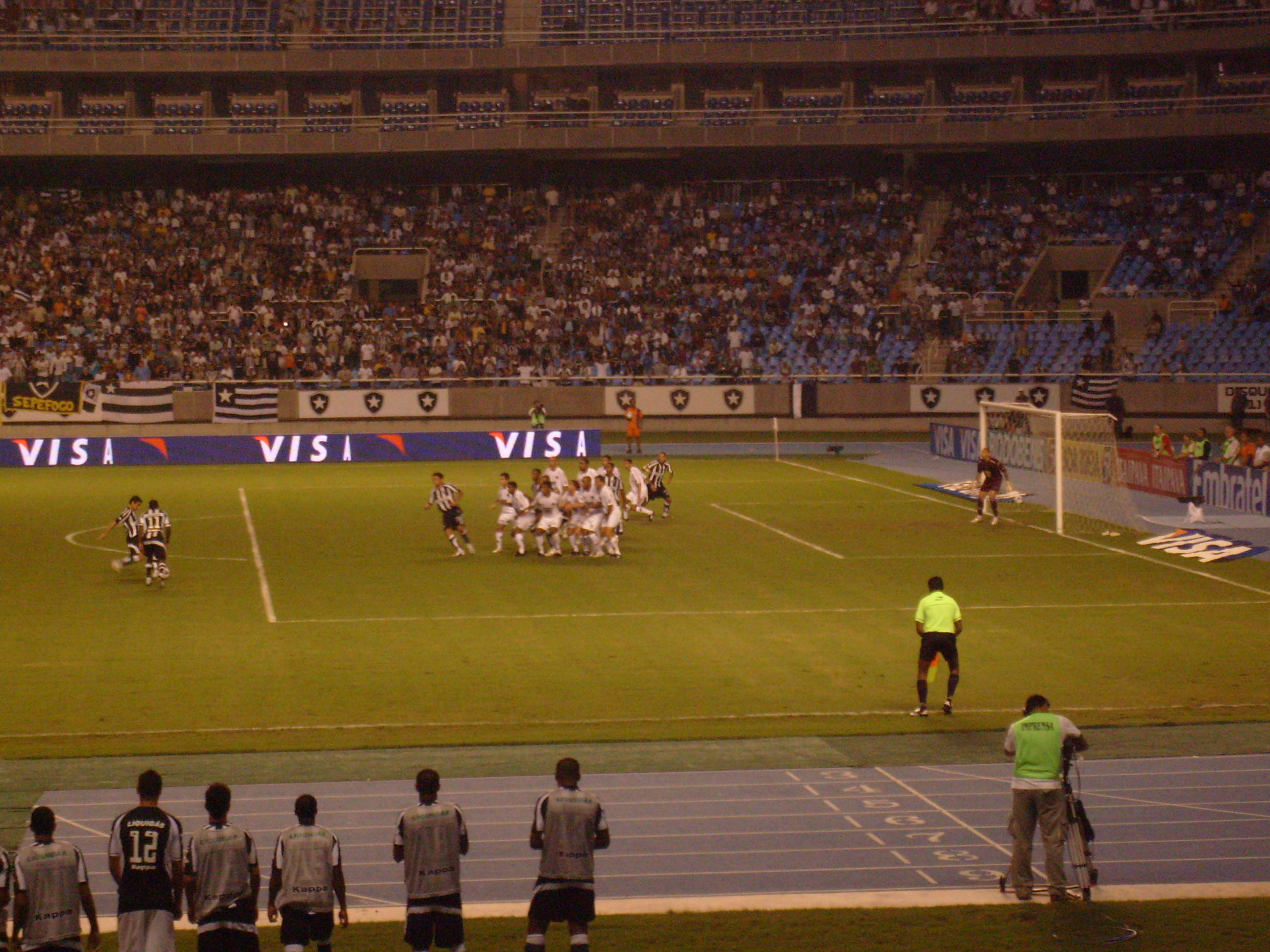
Lúcio Flávio batte una punizione nella partita contro l'Atlético Mineiro

Lasciato il Paraná, Lúcio Flávio si trasferì al San Paolo con la speranza di migliorare. Giocò però molto poco nel club di San Paolo del Brasile, e iniziò un girovagare in vari club; tornò nello Stato di Paraná per giocare nel Coritiba, dove fece delle buone prestazioni. Giocò anche per l'Atlético Mineiro nel 2003.
Nel 2004, si trasferì al São Caetano, che giocava in Série A, e vinse il Campeonato Paulista, impresa significativa per il club. Si trasferì poi all'Al Ahli, in Arabia Saudita, a rimpolpare la colonia di calciatori brasiliani nel paese asiatico.
Nel 2006, il Botafogo lo mise sotto contratto, con l'intenzione di farlo diventare il "cervello" della squadra, in prestito dal São Caetano. Si guadagnò il soprannome di "maestro", e aiutò il club a vincere la Taça Guanabara ma nella finale del Campeonato Carioca subì un infortunio al ginocchio che lo tenne lontano dai campi per sette mesi. Il 2 novembre 2006 tornò a giocare, in una partita contro l'Internacional, valida per il Campeonato Brasileiro Série A, e segnò la sua prima rete dopo l'infortunio contro il Goiás, al Maracanã, partita poi terminata 2 a 2.
Nel 2007, Lúcio Flávio fu una delle pedine fondamentali del club, contando anche sulla fiducia del presidente della società, Bebeto de Freitas. Insieme ai vari Zé Roberto, Dodô, Jorge Henrique, Túlio, Juninho ed allenato da Cuca, il club vinse la Taça Rio.
Nel 2008, il centrocampista diventò il capitano del Botafogo. Il 23 marzo Lúcio Flávio raggiunse il traguardo delle 100 partite con la maglia nel club, nella vittoria per 7 a 0 in Taça Rio contro il Macaé, segnando anche una rete. Fu eletto miglior giocatore del Campeonato Carioca 2008, e il 9 ottobre raggiunse le 147 partite e il gol numero 50 con la maglia bianconera, durante la partita del Campeonato Brasileiro Série A 2008 contro il Vitória. Nel 2009, Lúcio Flávio si è trasferito al Santos.
Il 27 maggio 2009 ritorna al Botafogo, dopo aver passato un anno in prestito al Santos.

## Palmarès

### Club

#### Competizioni nazionali
- Campeonato Paranaense: 1

Paraná: 1997
- Supercampeonato Paulista: 1

San Paolo: 2002
- Campionato paulista: 1

São Caetano: 2004
- Campionato Carioca: 2

Botafogo: 2006, 2010
- Taça Guanabara: 1

Botafogo: 2008
- Taça Rio: 2

Botafogo: 2007, 2008